# 노엘 피셔
노엘 피셔(Noel Fisher, 1983년 3월 13일 ~ )는 캐나다의 배우이다.
트와일라잇 - 블라디미르로 잠깐 출현함

## 출연 작품
- 예티: 신비한 동물 탐험대 (2017년) - 사이먼 역 (목소리)
- 폰조 (2020년) - 주니어 역